# Petrus Rosinius
Petrus Rosinius, född 17 december 1664 i Flisby socken, död 21 april 1734 i Vallerstads socken, var en svensk präst.

## Biografi
Rosinius föddes 17 december 1664 i Flisby socken. Han var son till komminister Kindius. Rosinius började sina studier i Linköping. Den 9 juni 1688 blev han student vid Uppsala universitet. Rosinius blev 6 april 1700 konrektor i Linköping. Han prästvigdes 17 mars 1703. Rosinius blev 25 juni 1703 kyrkoherde i Vallerstads församling. 1729 blev han prost. Han avled 21 april 1734 i Vallerstads socken.
Ett epitafium över Rosinius har funnits i Vallerstads kyrka.

### Familj
Rosinius gifte sig 14 februari 1705 med Christina Öring (1679-1756). Hon var dotter till kyrkoherden Magnus Öring i Tjällmo församling och Dorothea Thoresdotter. De fick tillsammans barnen Catharina Christina Rosinius som var gift med kyrkoherden Johan Könsberg i Högby församling, Dorothea Rosinius (1707-1718), Elisabeth Rosinius som var gift med kyrkoherden Nils Palmærus i Kullerstads församling, Margareta Rosinius som var gift med kyrkoherden Carl Knoop i Vallerstads församling och komministern Petrus Rosinius i Skeppsås församling.